# Пърждево
Пърждево (на македонска литературна норма: Прждево) е село в Северна Македония, в община Демир Капия.

## География
Селото е разположено на 10 километра западно от град Демир Капия, в близост до левия бряг на река Вардар.

## История

### Етимология
Афанасий Селишчев свързва етимологията на името с тази на Пърдейци и вижда в него жд от праславянското dj.

### В Османската империя
Селото е споменато в Трескавецкия поменик (XVI — XVII век) като Прьждево.
В XIX век Пърждево е смесено село в Тиквешка кааза на Османската империя. Селската църква „Свети Атанасий“ е от 1858 година. Според статистиката на Васил Кънчов („Македония. Етнография и статистика“) от 1900 година Пърждево има 500 жители българи християни, 1200 българи мохамедани и 65 цигани.
Всички християнски жители на Пърждево са под върховенството на Българската екзархия. По данни на секретаря на екзархията Димитър Мишев („La Macédoine et sa Population Chrétienne“) в 1905 година в Пърждево (Parjdevo) има 560 българи екзархисти и в селото работи българско училище.

### В Сърбия, Югославия и Северна Македония
След Междусъюзническата война в 1913 година селото попада в Сърбия.
На етническата си карта от 1927 година Леонард Шулце Йена показва Пръждево (Prždevo) като смесено българо-християнско и българо-мохамеданско (помашко) село.